# Freistatt
Freistatt er en kommune i amtet ("Samtgemeinde") Kirchdorf i Landkreis Diepholz i den tyske delstat Niedersachsen.
Freistatt omfatter et areal på 12,53 km² hvoraf den største del er det naturbeskyttede moseområde Wietingsmoor, hvor der fra 1899 har ligget en arbejdslejr og forsorgshjem for socialt udstødte, især unge. Freistatt var længe regnet som en „Endestation“, og et af de strengeste hjem i Tyskland, med hårdt arbejde i tørvegravene.